# Pactul AntiComintern

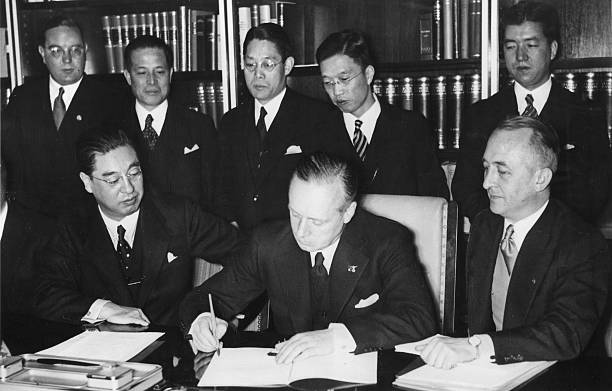
Semnarea pactului de Joachim von Ribbentrop

Pactul AntiComintern a fost un pact anticomunist încheiat la data de 25 noiembrie 1936 între Germania Nazistă și Japonia Imperialistă, împotriva Internaționalei a III-a Comuniste, cunoscute și sub denumirea Comintern. 
Pactul AntiComintern prevedea consultări reciproce între cele două state semnatare în cazul vreunei agresiuni a URSS împotriva vreuneia dintre ele, precum și luarea de măsuri pentru securitatea intereselor comune. De asemenea, niciunul dintre cele două state nu putea încheia tratate politice cu URSS și, totodată, Germania era obligată de către Japonia să recunoască independența statului Manciuko.
La 6 noiembrie 1937 Italia Fascistă a aderat la acest pact, creându-se astfel ceea ce a devenit cunoscut, mai târziu, sub numele de Axa (Axa Berlin-Roma-Tokyo). 
În 1941, după invadarea URSS de către Germania prin Operațiunea Barbarossa, pactul a fost revizuit. De asemenea, pe 25 noiembrie, a fost celebrată reînnoirea lui pentru o perioadă de încă cinci ani. La această dată, semnatarii Pactului AntiComintern au fost:
- Regatul Bulgariei
- Statul Independent al Croației
- Danemarca (ocupată de Germania în 1940)
- Finlanda (invadată de URSS pe 30 noiembrie 1939, declanșându-se astfel Războiul de Iarnă)
- Germania Nazistă
- Regatul Ungariei
- Italia
- Imperiul Japonez
- Manciukuo
- Regatul României
- Republica Slovacă
- A Doua Republică Spaniolă
- Turcia (garant, după Pactul germano-turc de neagresiune)